# Лучкино (Владимирская область)
Лучкино — упразднённая деревня в Вязниковском районе Владимирской области России.

## География
Урочище находится в северо-восточной части области, в зоне хвойно-широколиственных лесов, в пределах Волжско-Окского междуречья, на левом берегу ручья Важель, на расстоянии 28 километров (по прямой) к юго-западу от города Вязники, административного центра района. Абсолютная высота — 108 метров над уровнем моря.

### Климат
Климат характеризуется как умеренно континентальный. Средняя температура воздуха самого холодного месяца (января) — −11,1 °C (абсолютный минимум — −48 °С), средняя максимальная температура воздуха (июля) — +23,3 °С (абсолютный максимум — +37 °С). Годовое количество атмосферных осадков составляет около 607 мм, из которых 413 мм выпадает в период с апреля по октябрь.

## История
В «Списке населенных мест Владимирской губернии по сведениям 1859 года» населённый пункт упомянут как удельная деревня Судогодского уезда, расположенная при речке Важили, в 58 верстах от уездного города. В деревне насчитывалось 9 дворов и проживало 58 человек (25 мужчин и 33 женщины).
По состоянию на 1905 год, в Лучкине имелось 9 дворов и проживало 44 человека. В административном отношении деревня входила в состав Воскресенской волости.
По данным 1926 года, в деревне имелось 14 хозяйств (в том числе 12 крестьянских) и проживало 79 человек (36 мужчин и 43 женщины).
На момент упразднения входила в состав Эдонского сельсовета Вязниковского района. Упразднена решением облисполкома № 319 от 16 мая 1986 года как фактически не существующая.